# Nayana James
Pour les articles homonymes, voir James.
Nayana James, née le 18 octobre 1995 à Kozhikode (Inde), est une athlète indienne spécialiste du saut en longueur.

## Jeunesse
Élève de la St. George's Higher Secondary School à Kozhikode, elle entre à l'Institut de la Sports Authority of India à Thalassery en 2010 pour être entraînée par Jose Mathew, ancien entraîneur de Mayookha Johny.
Elle fait des études en anglais à la Alvas Education Foundation de Mangalore. En 2017, elle étudie à l'Université du Kerala.

## Carrière
En novembre 2011, elle remporte la médaille d'or lors des Championnats nationaux juniors à Ranchi avec un saut à 5,86 m. Elle avait déjà remporte le titre national junior l'année précédente à Ranchi. En 2012, Nayana James passe dans la catégorie d'âge suivante, chez les moins de 18 ans, et y remporte la troisième année de suite le titre national avec un saut à 5,94 m. 
À la Federation Cup de Patiala en 2017, elle remporte l'or avec un saut à 6,55 m lors de son dernier essai après trois ans de difficultés sportives. Médaillée de bronze lors des Championnats d'Asie, elle finit derrière la Vietnamienne Bùi Thị Thu Thảo (6,54 m) et sa compatriote Neena Varakil (6,54 m).
Quelques mois plus tard, aux Championnats d'Asie d'athlétisme en salle 2018 à Téhéran, elle monte sur la deuxième marche du podium avec un saut à 6,08 m derrière la Vietnamienne Bùi Thị Thu Thảo (6,20 m) et devant sa compatriote Varakil (6,06 m). C'est le même podium que lors des Championnats d'Asie l'année précédente.
Lors des épreuves d'athlétisme aux Jeux du Commonwealth de 2018, Nayana James termine à la 12e place de la finale du saut en longueur avec une marque à 6,14 m, loin des 6,84 m de la médaillée d'or Christabel Nettey. Aux Jeux asiatiques en septembre, elle termine 10e avec un saut à 6,14 m.

## Palmarès
| Année | Compétition                  | Lieu        | Place | Marque |
| ----- | ---------------------------- | ----------- | ----- | ------ |
| 2010  | Championnats d'Inde juniors  | Bangalore   | 1re   | 5,79 m |
| 2011  | Championnats d'Inde juniors  | Ranchi      | 1re   | 5,86 m |
| 2012  | Championnats d'Inde U18      | Bangalore   | 1re   | 5,94 m |
| 2017  | Championnats d'Asie          | Bhubaneswar | 3e    | 6,42 m |
| 2018  | Jeux du Commonwealth         | Gold Coast  | 12e   | 6,14 m |
| 2018  | Jeux asiatiques              | Jakarta     | 10e   | 6,14 m |
| 2018  | Championnats d'Asie en salle | Téhéran     | 2e    | 6,08 m |

## Records personnels
| Épreuve                         | Marque | Lieu    | Date           |
| ------------------------------- | ------ | ------- | -------------- |
| Saut en longueur (en extérieur) | 6,55 m | Patiala | 2 juin 2017    |
| Saut en longueur (en intérieur) | 6,08 m | Téhéran | 3 février 2018 |